# Mitrofani (gmina)
Mitrofani – gmina w Rumunii, w okręgu Vâlcea. Obejmuje miejscowości Cetățeaua, Izvorașu, Mitrofani i Racu. W 2011 roku liczyła 945 mieszkańców.